# Guatemala-Stadt
Guatemala-Stadt (spanisch Ciudad de Guatemala, offiziell La Nueva Guatemala de la Asunción) ist die Hauptstadt des mittelamerikanischen Staates Guatemala.

## Geschichte
Die früheste Besiedlung durch die Maya erfolgte vor mehr als 2000 Jahren. Die Ruinen dieser Siedlung (Kaminaljuyú) können heute in einer Parkanlage im Stadtzentrum besichtigt werden. 
Nach der Eroberung Mexikos (1519 bis 1521) begann die spanische Kolonialzeit. Ab 1620 entstand dort um ein Kloster (El Carmen) die kleine Stadt Ermita, die 1773 rund 1600 Einwohner hatte. Am 26. Juli 1773 zerstörte ein Erdbeben die alte Hauptstadt Antigua Guatemala und am 27. September 1775 wurde Guatemala-Stadt als neue Hauptstadt des spanischen Kolonialgebietes in Mittelamerika gegründet. 1782 wurde eine Bevölkerung von 13.000 Menschen gezählt.
Von 1823 bis zur Verlegung der Regierung nach San Salvador 1834 war Guatemala-Stadt die Hauptstadt der 1840 wieder aufgelösten Zentralamerikanischen Konföderation. Die politischen Wirren jener Zeit verhinderten einen weiteren Ausbau der Stadt, die zudem mit Quetzaltenango um die Vorherrschaft in Guatemala ringen musste.
Ende des 19. Jahrhunderts prägte klassizistische Architektur die Stadt, die damals nur etwa 70.000 Einwohner hatte. 1830, 1917, 1918 und vor allem 1976 zerstörten schwere Erdbeben weite Teile der Stadt. Nach dem Beben von 1976 kamen zahllose Flüchtlinge aus anderen Departamentos in die Hauptstadt, die im Zuge ihres modernen Wiederaufbaus ein starkes Bevölkerungswachstum erlebte, die auch die umliegenden Municipios mit einschloss.

## Stadtbild
Guatemala-Stadt liegt auf einem Hochplateau in gemäßigtem Klima. Das lockere vulkanische Tuffgestein des Untergrunds ist an vielen Stellen von tiefen Erosionsschluchten („Barrancos“) durchschnitten, was den Verkehr teilweise zu großen Umwegen zwingt.
Bei der Stadtgründung 1773 wurden die Straßenzüge rechtwinklig rund um einen zentralen Platz angelegt. Die Altstadt zeigt eine relativ niedrige Bauweise, was auf eine Verordnung zum Erdbebenschutz von 1918 zurückzuführen ist, nach der höchstens zweigeschossig gebaut werden durfte.

## Bevölkerung
Heute hat die Gemeinde Guatemala-Stadt etwas über 1,2 Millionen Einwohner und ist damit die größte Stadt des Landes. Die Agglomeration, die fälschlicherweise oft mit Guatemala-Stadt gleichgesetzt wird, umfasst Mixco, Villa Nueva und einige andere Orte, die sich in den letzten Jahrzehnten von kleineren Dörfern zu Städten entwickelt haben und mit Guatemala-Stadt de facto zusammengewachsen sind. In diesem Ballungsgebiet leben nach offiziellen Angaben rund 2,5 Millionen Menschen, im Departamento etwa 3,3 Millionen (Stand 2015). Das Departamento ist in 25 Verwaltungsgebiete aufgeteilt.

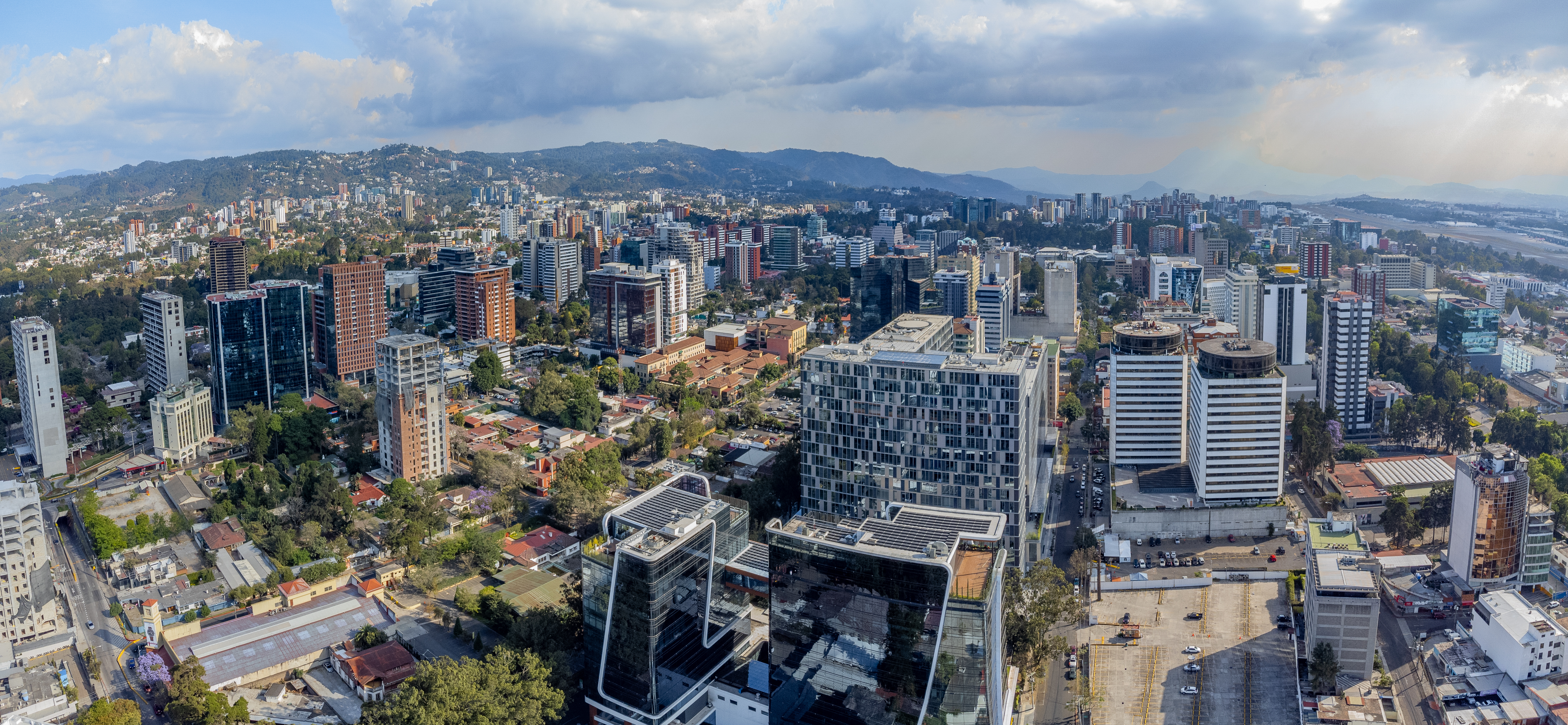
Moderne Innenstadt

In einer Rangliste der Städte nach ihrer Lebensqualität belegte Guatemala-Stadt im Jahre 2023 den 166. Platz unter 241 untersuchten Städten weltweit.

## Sehenswürdigkeiten
- Nationalmuseum für Archäologie und Ethnologie
- Museo Ixchel (indianische Textilien)
- Museo Nacional de Arte Moderno „Carlos Mérida“, Museum für moderne Kunst
- Museo Popol Vuh (präkolumbische Kunst)
- Kaminaljuyú (präkolumbische Maya-Ruine)
- Torre del Reformador
- Palacio Nacional (Nationalpalast)
- Catedral Metropolitana (Kathedrale von 1815 mit reicher Kunstausstattung)
- Palacio Episcopal (Erzbischöflicher Palast)
- Biblioteca Nacional (Nationalbibliothek)
- Archivo General de Centro America (Archiv mit zahlreichen Dokumenten der Kolonialgeschichte)
- Iglesia Cerrito del Carmen
- Iglesia La Merced (Neoklassizistische Kirche von 1813)
- Iglesia San Francisco (Neoklassizistische Kirche von 1851 mit reicher Kunstausstattung)
- Museo Nacional de Historia (Landesgeschichte im 19. Jahrhundert)
- Teatro Nacional (Nationaltheater, 1978 in Form eines Schiffes errichtet)
- La Aurora Zoo

## Hochschulen
- Universität San Carlos de Guatemala
- Universität Rafael Landívar
- Universität Francisco Marroquin
- Universität Mariano Galvez
- Universität Del Valle de Guatemala
- Universität Galileo

In Guatemala-Stadt befindet sich eine der fünf österreichischen Auslandsschulen. Der Abschluss berechtigt neben dem Studium an einer Universität in Guatemala auch zum Studium an einer österreichischen Hochschule. Bei einer Evaluierung im Jahre 1999 wurde sie als die beste Schule des Landes eingestuft.
Die guatemaltekische Armee unterhält in der Stadt die Militärakademie Escuela Politécnica und die Generalstabsakademie Comando Superior de Educación del Ejército.

## Sport
Volkssport Nr. 1 ist Fußball. Die beim Volk beliebtesten Vereine sind CSD Municipal („Rojos“) und CSD Comunicaciones („Cremas“). Heimspiele der Rojos finden im Nationalstadion Mateo Flores in der Zona 1 statt, die Heimspiele der Cremas weiter außerhalb im Estadio Cementos Progreso. Bei Stadtderbys – dem sogenannten Clásico Chapín – zwischen beiden Klubs sind stets fünfstellige Besucherzahlen zu verzeichnen. Auf Grund der großen Rivalität kommt es bei den Stadtderbys neben guter Stimmung auch oft zu schweren Ausschreitungen. Der drittgrößte Verein der Stadt Aurora FC ist im Estadio Ejercito beheimatet.

## Wirtschaft und Infrastruktur
Der Flughafen Guatemala-Stadt galt nach seiner 2007 abgeschlossenen Renovierung als modernster Verkehrsflughafen Zentralamerikas zu dieser Zeit.
Die Stadt beheimatet auch die Wertpapierbörse des Landes - die Bolsa de Valores Nacional (Guatemala).

## Einsturzgebilde

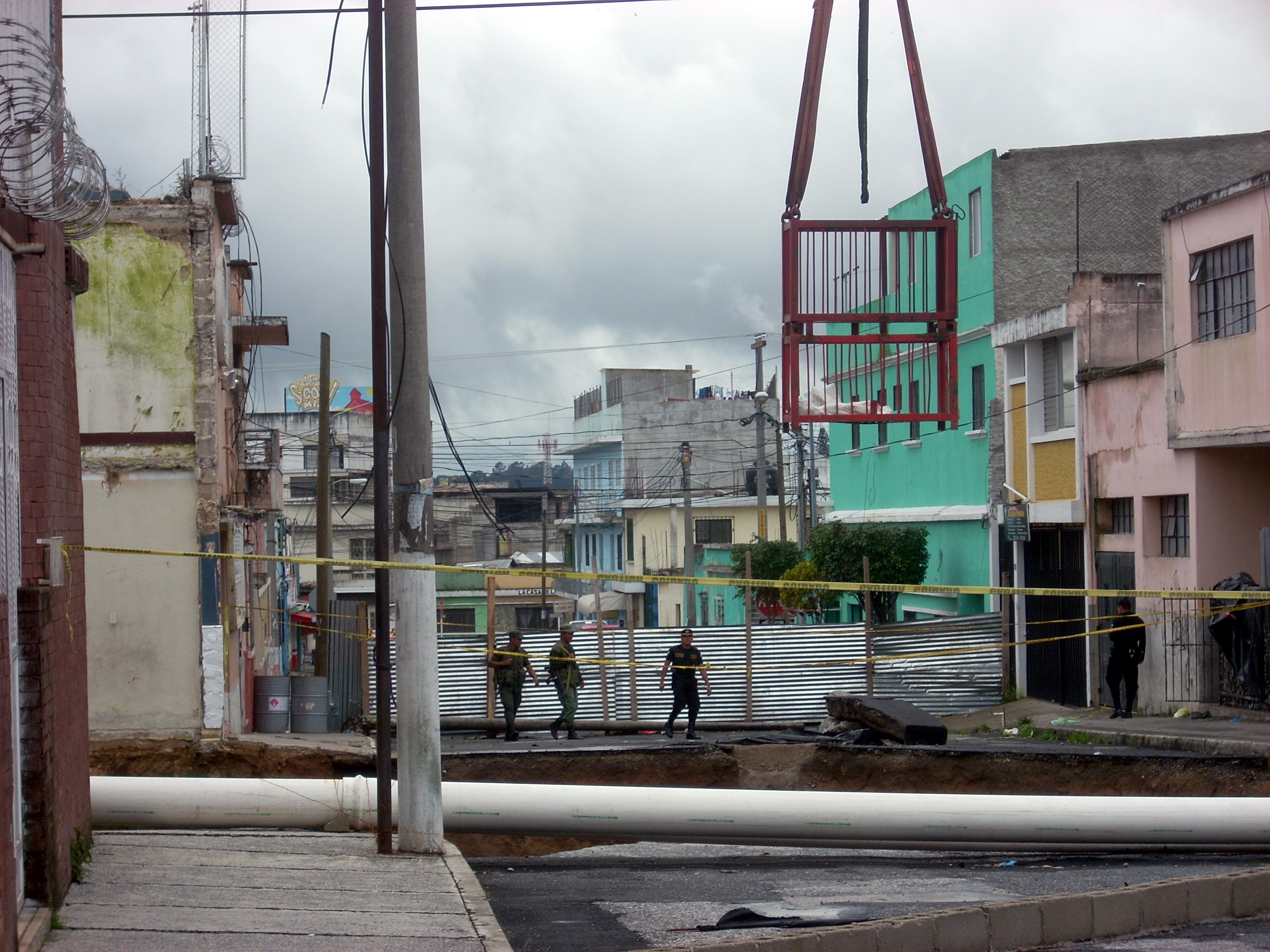
Einsturz-Loch von 2010

Im Februar 2007 öffnete sich ein großes Loch im Boden im Nordosten von Guatemala-Stadt (14° 39′ 1,6″ N, 90° 29′ 27,2″ W), das drei Menschen tötete. Das Loch war 60 m tief und hatte einen Durchmesser von 30 m. Danach wurden 1000 Menschen umgesiedelt.
Ein weiteres Loch entstand im Mai 2010 nach dem tropischen Sturm Agatha und verschluckte ein dreistöckiges Gebäude. (14° 39′ 7,3″ N, 90° 30′ 21,3″ W)
Es ist noch nicht geklärt, ob es sich um Dolinen handelt, in dieser Region als Cenoten bezeichnet, als Folgen von Karst oder Pseudokarst. Auch mögliche Einflüsse des städtischen Kanalisationssystems werden untersucht.

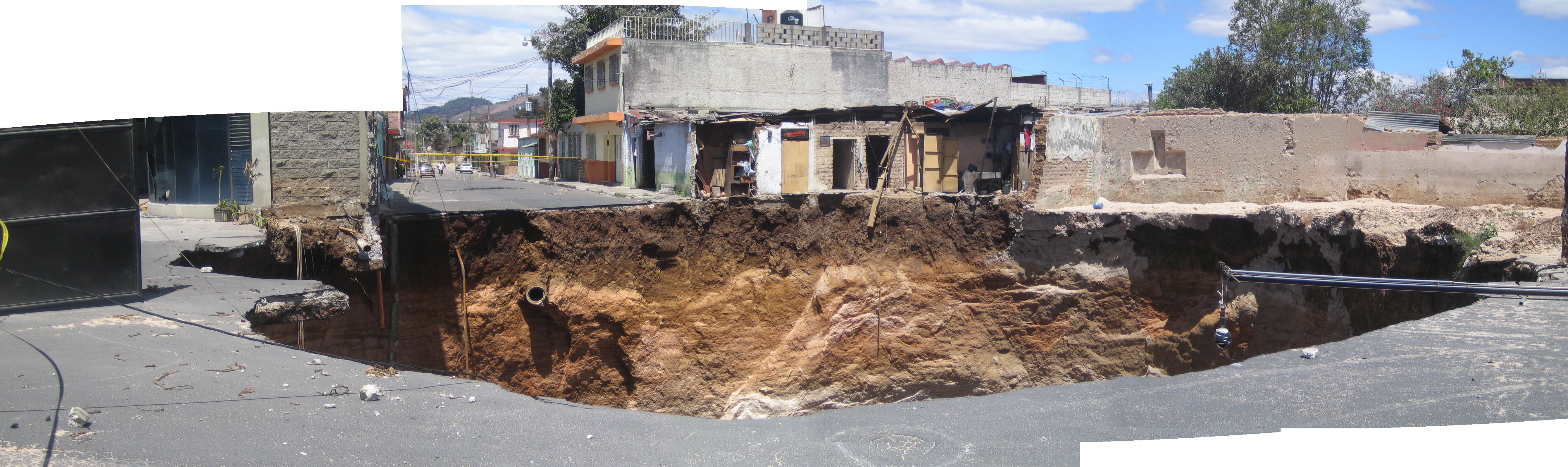
Einsturz-Loch von 2007

## Klimatabelle
Das Klima liegt im Übergangsbereich zwischen einem tropischen Savannenklima (Aw) und einem gemäßigten Klima (Cwb), mit konstanten Temperaturen und geringem Niederschlag in den Wintermonaten. Alle Monate liegen im Tagesdurchschnitt über 18 °C, sind mit einem Jahresmittel von 20,4 °C allerdings trotzdem gemäßigt wegen der Lage auf einem Hochplateau. Die Temperaturen steigen fast nie über 33 °C.
|                       | Jan  | Feb  | Mär  | Apr  | Mai  | Jun  | Jul  | Aug  | Sep  | Okt  | Nov  | Dez  |   |      |
| Mittl. Tagesmax. (°C) | 22,6 | 25,2 | 27,3 | 28,0 | 28,8 | 27,3 | 25,8 | 26,1 | 25,9 | 24,4 | 23,3 | 22,3 | ⌀ | 25,6 |
| Mittl. Tagesmin. (°C) | 11,8 | 12,3 | 13,7 | 14,2 | 15,8 | 16,0 | 15,5 | 15,2 | 15,7 | 15,3 | 14,0 | 12,5 | ⌀ | 14,3 |
|                       |      |      |      |      |      |      |      |      |      |      |      |      |   |      |
| Niederschlag (mm)     | 3    | 3    | 8    | 22   | 134  | 263  | 208  | 188  | 252  | 144  | 25   | 9    | Σ | 1259 |
|                       |      |      |      |      |      |      |      |      |      |      |      |      |   |      |
| Sonnenstunden (h/d)   | 6,9  | 7,4  | 6,1  | 6,9  | 5,2  | 3,9  | 6,0  | 5,4  | 4,8  | 4,2  | 6,8  | 8,0  | ⌀ | 6    |
|                       |      |      |      |      |      |      |      |      |      |      |      |      |   |      |
| Luftfeuchtigkeit (%)  | 70   | 68   | 69   | 70   | 76   | 83   | 81   | 79   | 83   | 82   | 76   | 73   | ⌀ | 75,9 |

| 11,8 |

| 12,3 |

| 13,7 |

| 14,2 |

| 15,8 |

| 16,0 |

| 15,5 |

| 15,2 |

| 15,7 |

| 15,3 |

| 14,0 |

| 12,5 |

| 11,8 |

| 12,3 |

| 13,7 |

| 14,2 |

| 15,8 |

| 16,0 |

| 15,5 |

| 15,2 |

| 15,7 |

| 15,3 |

| 14,0 |

| 12,5 |

## Söhne und Töchter der Stadt
- Antonio José de Irisarri (1786–1868), erster Director Supremo von Chile (1814)
- José Escolástico Andrino (1817–1862), Komponist, Violinist und Musikschriftsteller
- Jorge Ubico Castañeda (1878–1946), guatemaltekischer Präsident und Diktator von 1931 bis 1944
- Rafael Yela Günther (1888–1942), Bildhauer und Maler
- Carlos Mérida (1891–1984), guatemaltekisch-mexikanischer Maler und Lithograf
- Miguel Ángel Asturias (1899–1974), Schriftsteller, Diplomat, Nobelpreisträger für Literatur
- Alfred Jensen (1903–1981), US-amerikanischer Maler
- Humberto Lara Mejía (1917–1972), römisch-katholischer Ordensgeistlicher, Bischof von Santa Cruz del Quiché
- Emilio Arenales Catalán (1922–1969), Politiker
- Juan José Gerardi Conedera (1922–1998), römisch-katholischer Bischof
- Rina Lazo (1923–2019), Malerin und Grafikerin
- Fernando Claudio Gamalero González (1930–2004), römisch-katholischer Geistlicher, Bischof von Escuintla
- Oswaldo Johnston (1930–2021), Ringer und Olympionike
- Óscar Humberto Mejía Víctores (1930–2016), General, guatemaltekischer Staatschef von 1983 bis 1986
- Rodolfo Francisco Bobadilla Mata (1932–2019), Ordensgeistlicher, römisch-katholischer Bischof von Huehuetenango
- Gustavo Martínez (1932–2006), Radrennfahrer
- Rodolfo Quezada Toruño (1932–2012), Erzbischof von Guatemala und Kardinal
- Gustavo Rodolfo Mendoza Hernández (* 1934), katholischer Geistlicher, emeritierter Weihbischof in Guatemala
- Joaquín Orellana (* 1930/1937), Komponist
- Luis Díaz (* 1939), Maler, Grafiker, Bildhauer und Architekt
- Enrique Anleu Díaz (1940–2023), Komponist, Musikwissenschaftler und Musikethnologe
- Luis Augusto Turcios Lima (1941–1966), Offizier, dann Guerillaführer
- Óscar Berger Perdomo (* 1946), Politiker und Präsident Guatemalas
- Sergio Custodio (1947–2020), Philosoph, Theologe und Professor im Fachgebiet der Logic und Metaphysik
- Ted Hendricks (* 1947), US-amerikanischer American-Football-Spieler
- Óscar Julio Vian Morales SDB (1947–2018), Ordenspriester und römisch-katholischer Erzbischof von Guatemala-Stadt
- Álvaro Colom Caballeros (1951–2023), Politiker und Präsident Guatemalas
- Igor de Gandarias (* 1953), Komponist und Musikwissenschaftler
- Carlos Enrique Trinidad Gómez (1955–2018), Bischof von San Marcos
- Alejandro Giammattei (* 1956), Politiker und Präsident Guatemalas
- Celvin Galindo (* 1957), Staatsanwalt
- Jorge Skinner-Klée Arenales (* 1957), Jurist, Diplomat, guatemaltekischer Botschafter
- Rodrigo Rey Rosa (* 1958), Schriftsteller und Übersetzer
- Antonio Calderón Cruz (* 1959), Bischof von Jutiapa
- Carlos Batres (* 1968), Fußballschiedsrichter
- Jimmy Morales (* 1969), Politiker und Präsident Guatemalas
- Eddy René Calvillo Díaz (* 1970), römisch-katholischer Geistlicher, Weihbischof in Santiago de Guatemala
- Tulio Omar Pérez Rivera (* 1977), römisch-katholischer Geistlicher und Weihbischof in Santiago de Guatemala
- Carlos Humberto Ruiz Gutiérrez (* 1979), Fußballspieler
- Gaby Moreno (* 1981), Sängerin, Songschreiberin und Gitarristin
- Jean Pierre Brol (* 1982), Sportschütze
- Shery (* 1983), Pop-Songwriter- und -Sängerin
- Mirna Ortíz (* 1987), Geherin
- Marco Pappa (* 1987), Fußballspieler
- Christopher Díaz Figueroa (* 1990), Tennisspieler
- Stefano Cincotta (* 1991), guatemaltekisch-deutscher Fußballspieler
- Alejandro Enríquez (* 1992), Squashspieler
- Luis Quisquinay (* 1992), Squashspieler
- Josué Enríquez (* 1994), Squashspieler
- Adriana Ruano (* 1995), Sportschützin
- Luis Grijalva (* 1999), Langstreckenläufer
- Alejandro Enríquez (* 2000), Squashspieler
- José Ortiz (* 2000), Geher
- Tabita Gaitán (* 2006), Squashspielerin

## Städtepartnerschaften
- Hollywood, USA
- La Paz, Bolivien
- Mexiko-Stadt, Mexiko
- San Juan, Puerto Rico
- San Salvador, El Salvador
- Santa Cruz de Tenerife, Spanien
- Taipeh, Republik China (Taiwan)
- Trujillo, Peru

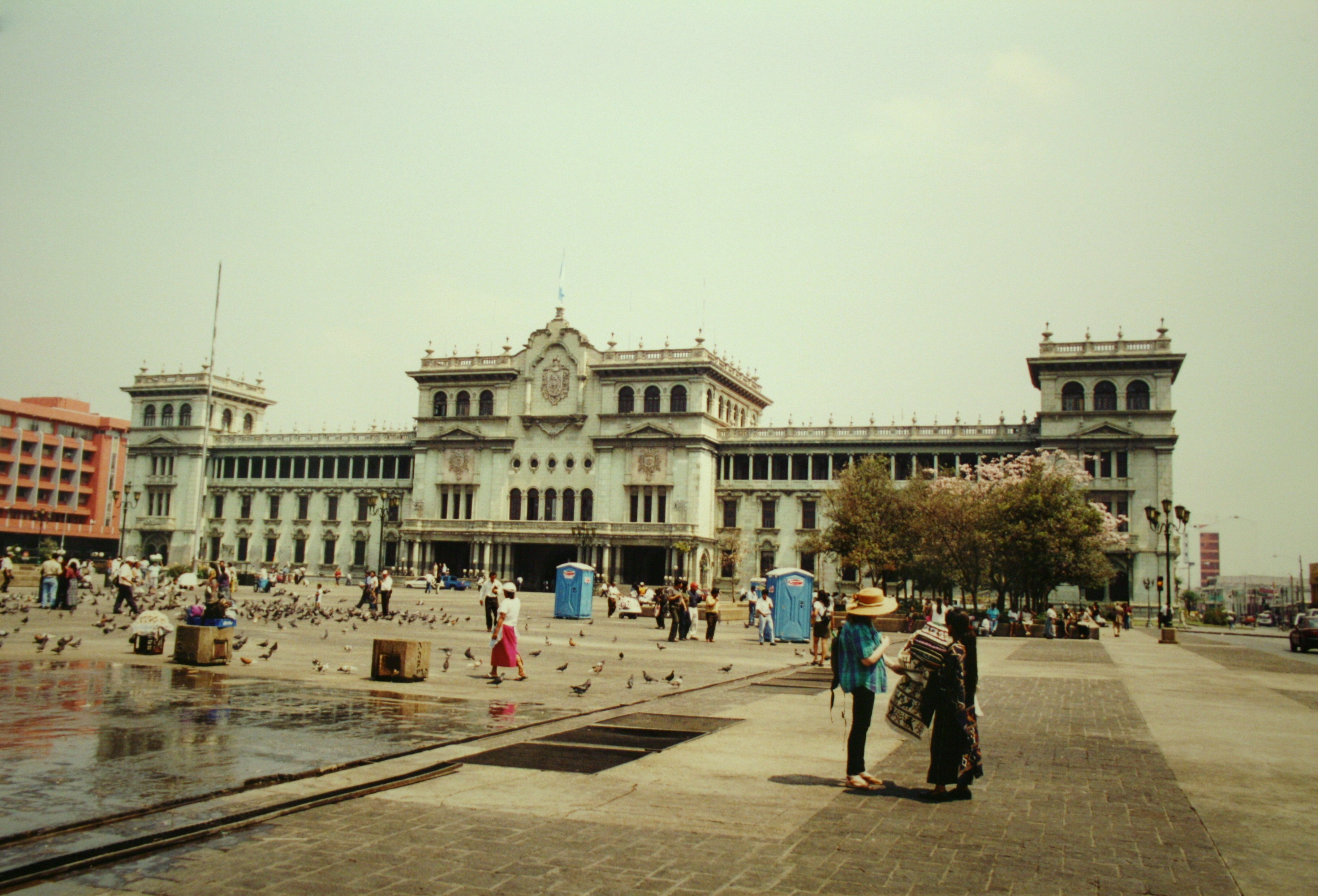
Nationalpalast im alten Zentrum
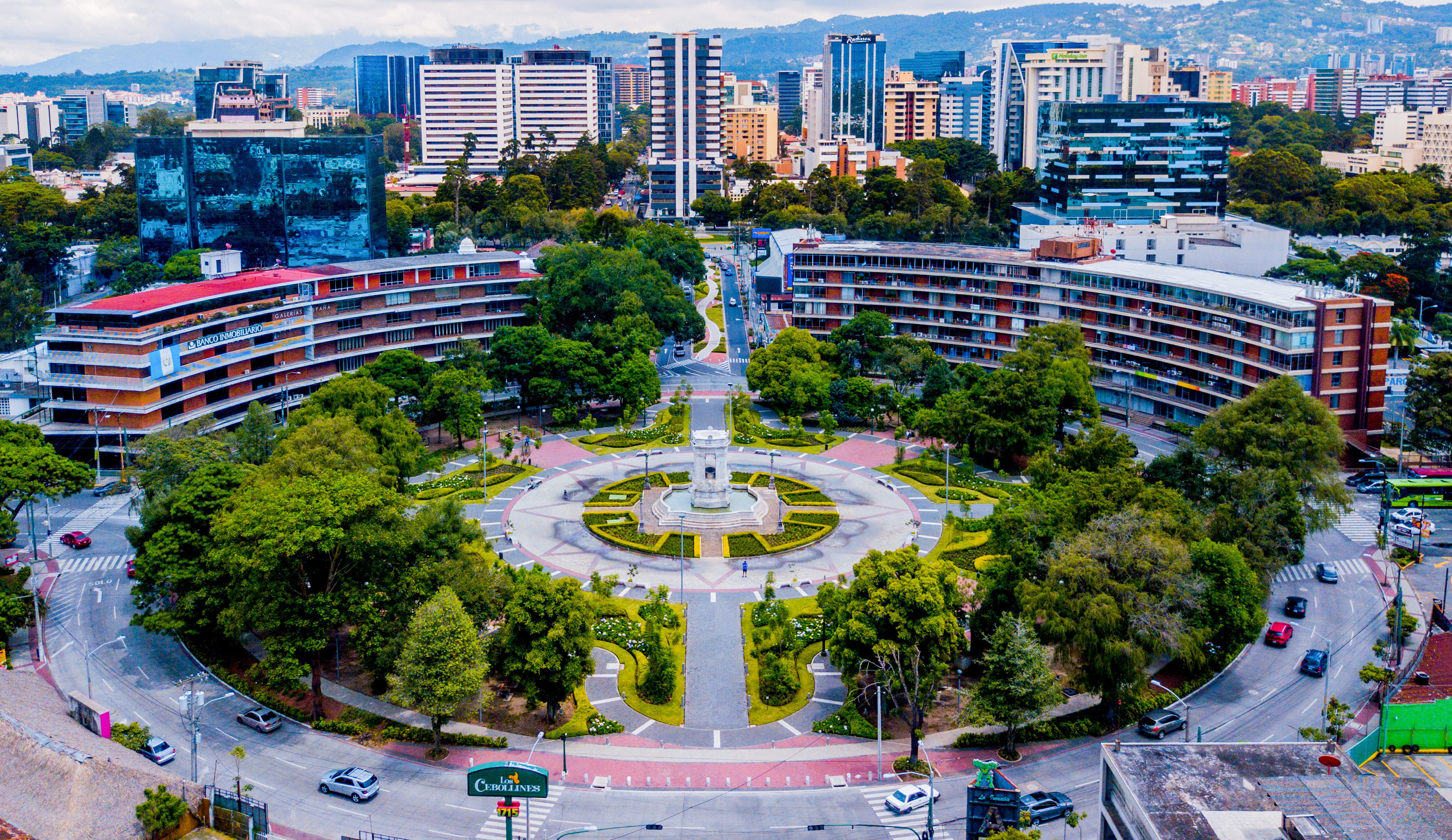
Plaza España
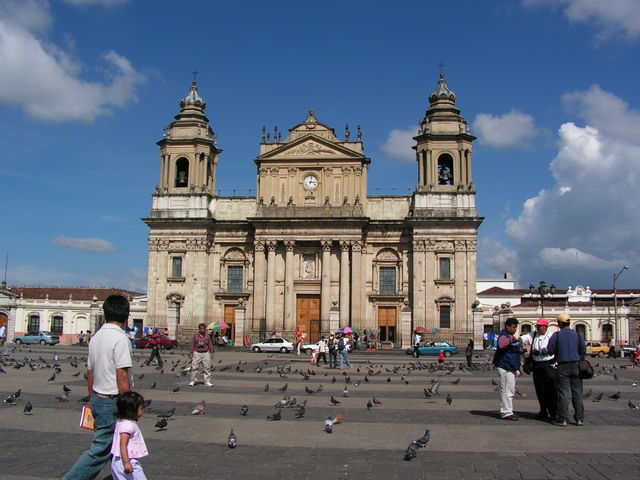
Kathedrale im alten Zentrum
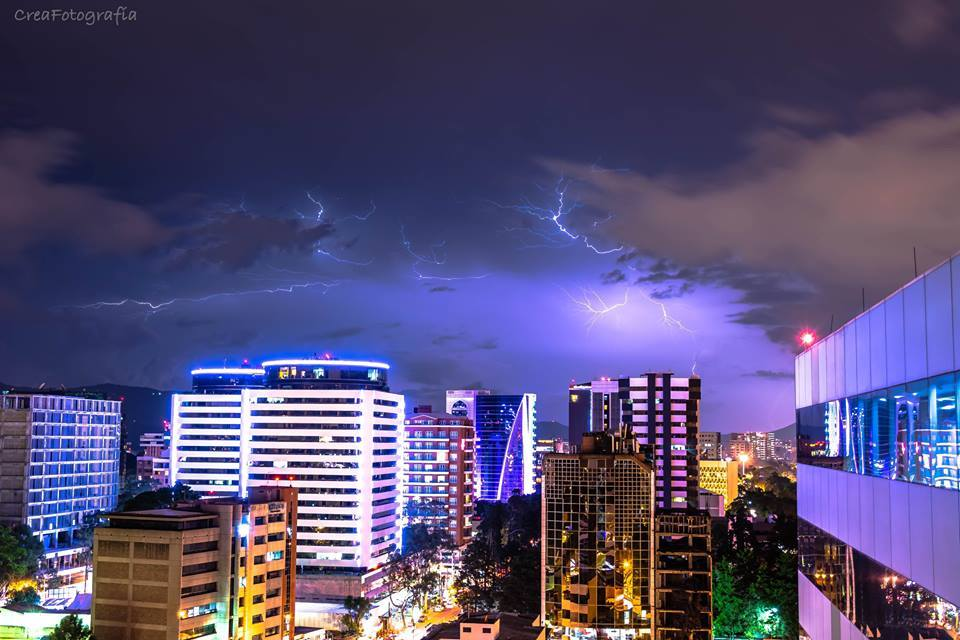
Zona Viva, Stadtteil
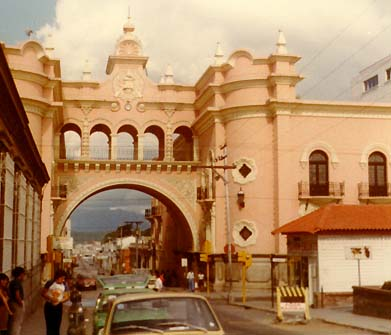
Ehemaliges Hauptpostgebäude
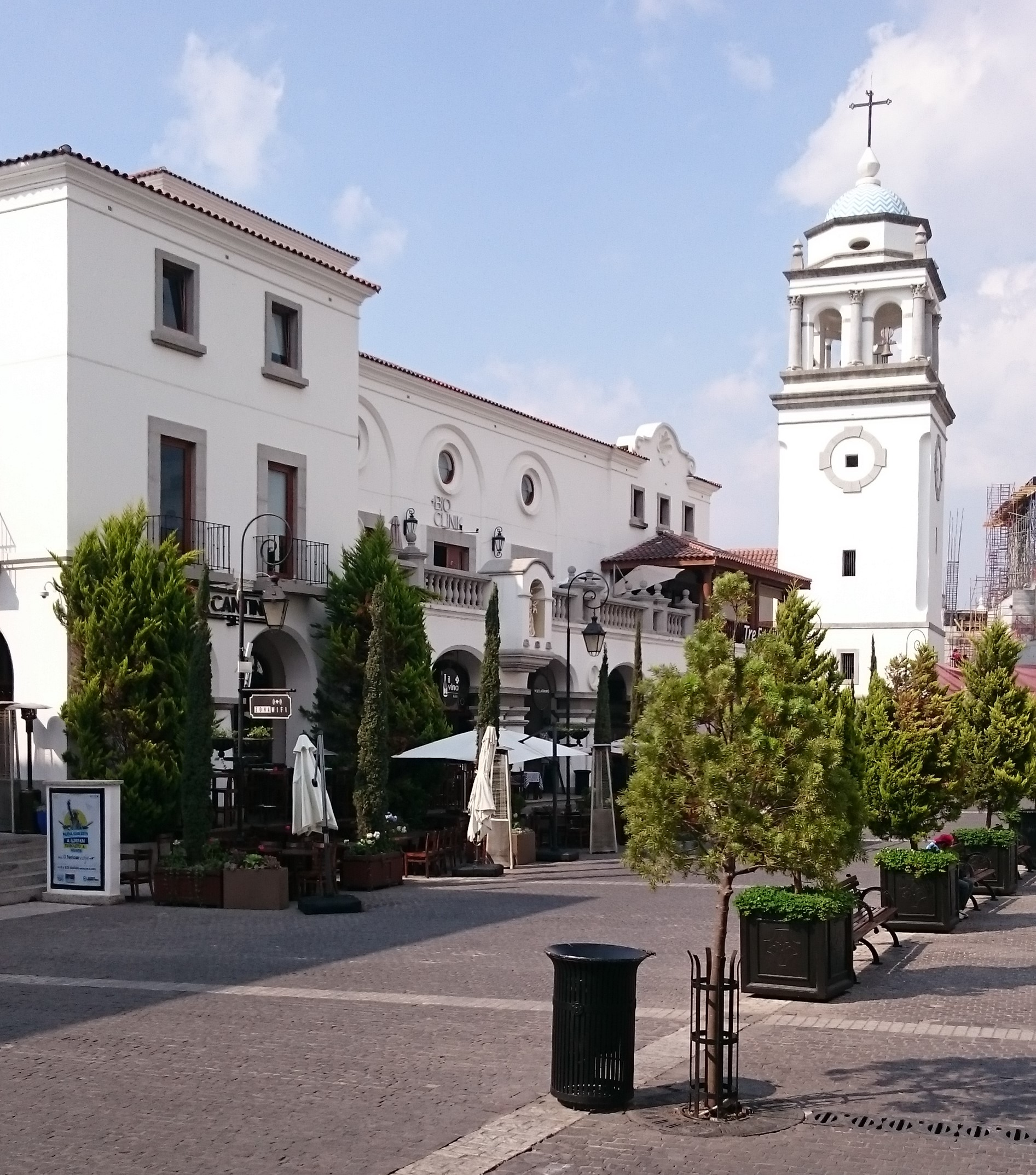
Ciudad Cayalá, moderner Stadtteil im Sinne des New Urbanism

## Sonstiges
- Liste der Erzbischöfe von Guatemala